# JK Vaprus
JK Vaprus är en fotbollsklubb från Pärnu i Estland.

## Placering senaste säsonger
| Säsong | Nivå | Liga         | Pos. | Referens | Kommentar                    |
| ------ | ---- | ------------ | ---- | -------- | ---------------------------- |
| 2017   | 1    | Meistriliiga | 9    | [ 1 ]    |                              |
| 2018   | 1    | Meistriliiga | 10   | [ 2 ]    | Nedflyttad till Esiliiga     |
| 2019   | 2    | Esiliiga     | 3    | [ 3 ]    | Uppflyttad till Meistriliiga |
| 2020   | 1    | Meistriliiga | 10   | [ 4 ]    | Nedflyttad till Esiliiga     |
| 2021   | 2    | Esiliiga     | 2    | [ 5 ]    | Uppflyttad till Meistriliiga |
| 2022   | 1    | Meistriliiga | 10   | [ 6 ]    |                              |
| 2023   | 1    | Meistriliiga | 6    | [ 7 ]    |                              |
| 2024   | 1    | Meistriliiga | 7    | [ 8 ]    |                              |

## Trupp
Uppdaterad: 15 maj 2022
| Nr | Land       | Pos | Namn                                    |
| -- | ---------- | --- | --------------------------------------- |
| 1  | Estland    | MV  | Hendrik Vainu                           |
| 4  | Estland    | F   | Magnus Villota                          |
| 5  | Estland    | MF  | Anton Krutogolov (lån från FCI Levadia) |
| 6  | Estland    | MF  | Rocco Mott                              |
| 7  | Estland    | A   | Virgo Vallik                            |
| 8  | Estland    | MF  | Robin Mott                              |
| 9  | Estland    | A   | Kristjan Kask                           |
| 10 | Australien | A   | Aamir Abdallah (lån från FCI Levadia)   |
| 11 | Estland    | A   | Kevin Kauber                            |
| 13 | Estland    | MV  | Ott Nomm                                |
| 14 | Estland    | F   | Martin Kase                             |
| 15 | Estland    | MF  | Sander Sinilaid                         |
| 17 | Estland    | F   | Uku Kõrre                               |

| Nr | Land    | Pos | Namn                                |
| -- | ------- | --- | ----------------------------------- |
| 18 | Estland | MF  | Enrico Veensalu                     |
| 21 | Estland | MV  | Ahti Strati                         |
| 22 | Estland | A   | Taaniel Usta                        |
| 23 | Estland | MF  | Reno Mark                           |
| 24 | Estland | MF  | Mathias Villota                     |
| 25 | Serbien | F   | Luka Lukovic (lån från FCI Levadia) |
| 27 | Estland | F   | Ranet Ristikivi                     |
| 39 | Estland | MF  | Robin Limberg                       |
| 66 | Estland | F   | Kairo Kiltmaa                       |
| 70 | Estland | MF  | Kristofer Poldme                    |
| 76 | Estland | A   | Igor Ustritski                      |
| 77 | Estland | A   | Ronaldo Tiismaa                     |
| 92 | Estland | A   | Markus Miiter                       |